# 格桑次仁 (1955年)
格桑次仁（藏語：བསྐལ་བཟང་ཚེ་རིང་，威利转写：bskal bzang tshe ring，1955年12月—），男，藏族，西藏安多人，中华人民共和国政治人物，曾任西藏自治区人大常委会副主任，西藏自治区人民政府副主席。